# Мессьє 108
Мессьє 108 (М108, інші позначення -NGC 3556,IRAS11085 +5556,UGC 6225,ZWG 267.48,MCG 9-18-98,ZWG 268.1,KARA 469,PGC 34030) — галактика (Sc) в сузір'ї Велика Ведмедиця.
Цей об'єкт входить у число перерахованих в оригінальній редакції нового загального каталогу.

## Відкриття
Відкривачем цього об'єкта є Мешан П'єр Франсуа Андре, який вперше спостерігав за об'єктом 16 лютого 1781.

## Характеристики

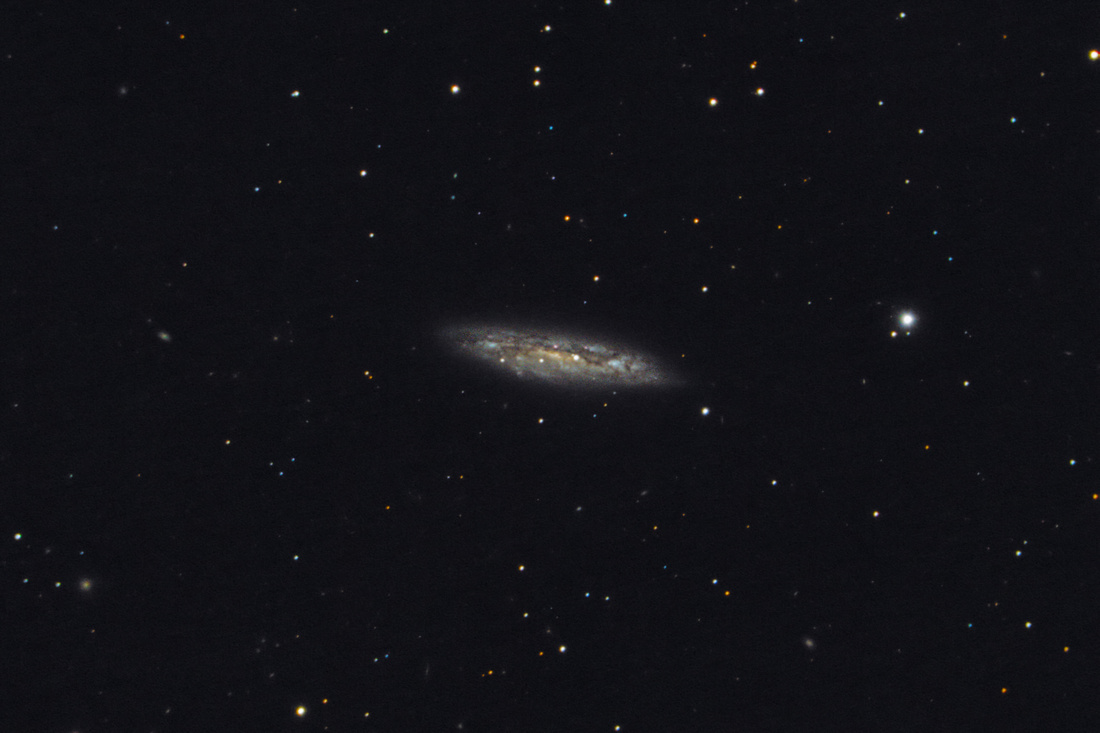
Аматорський знімок M108

За оцінками маса цієї галактики дорівнює 125 мільярдів сонячних мас, та охоплює близько 290 ± 80 кулястих скупчень.Вивчення розподілу нейтрального водню в цій галактиці показує оболонки газу який розширюється протяжністю кілька кілопарсек, відомого як H1. Це може бути обумовлено сплесками активності зоре утворення в результаті вибуху наднових.
Спостереження за допомогою обсерваторії Чандра виявили 83 джерела рентгенівського випромінювання, у тому числі джерела, які розташовані в ядрі.

## Навігатори
| ◄ NGC 3552 \| NGC 3553 \| NGC 3554 \| NGC 3555 \| NGC 3556 \| NGC 3557 \| NGC 3557B \| NGC 3558 \| NGC 3559 ► |

Координати:  11г 11м 31.0с, +55° 40′ 27″